# Aina Nycander
Aina Nancy Elise Nycander, född Bratt 30 juli 1905 i Umeå landsförsamling, Västerbottens län, död 17 april 1982 i Skarpnäcks församling, Stockholms län, var en svensk psykoterapeut, även verksam som författare och debattör.
Hon var en av de ledande initiativtagarna till Målsmännens Förening, en föregångare till Hem och Skola.
Hon gifte sig 9 september 1928 med Gunnar Nycander och fick tre barn, Eva, Gösta och Svante Nycander.
Aina Nycander är begravd på Norra begravningsplatsen utanför Stockholm.